# Animetal Marathon VII
Animetal Marathon VII: Fight! The Metal Heroes (アニメタル・マラソンVII ～戦え!メタル・ヒーロー～ Animetaru Marason Sebun ~Tatakae! Metaru Hīrō~?) Es un álbum del año 2005 de la banda japonesa de heavy metal,  Animetal. Este álbum se centra en los temas de cierre de los diversos programas de tokusatsu. Las tres primeras canciones del álbum incluyen las aberturas de la nueva serie Super Sentai Series en el momento de la grabación del álbum.
La última canción "JUMP IN THE FIRE!" es una maratón de canciones de anime adaptada del manga publicado en la Weekly Shonen Jump. También es el nombre de una canción de Metallica del álbum de 1983,  Kill 'Em All

## Listado de canciones
1. "DARK SIDE OF THE ANGEL ~Kurayami no Tenshi~" (DARK SIDE OF THE ANGEL ～暗黒の天使～?)
2. "Mahō Sentai Magiranger" (魔法戦隊マジレンジャー Mahō Sentai Majirenjā?)
3. "Tokusō Sentai Dekaranger" (特捜戦隊デカレンジャー Tokusō Sentai Dekarenjā?)
4. "Midnight Dekaranger" (ミッドナイト・デカレンジャー Middonaito Dekarenjā?)
5. "Trust in Denjiman!" (デンジマンにまかせろ！ Denjiman ni Makasero!?)
6. "Hero Line" (勇者が行 Yuusha ga Yuku?,  Battle Fever J (バトルフィーバーＪ Batoru Fībā Jei?))
7. "Once Upon a Time, the Flower Will Bloom" (いつか、花は咲くだろう Itsuka, Hana wa Saku Darō?,  J.A.K.Q. Dengekitai (ジャッカー電撃隊 Jakkā Dengekitai?))
8. "Song of Kamen Rider" (仮面ライダーのうた Kamen Raidā no Uta?)
9. "Song of Boy's Kamen Rider's Squad" (少年仮面ライダー隊の歌 Shōnen Kamen Raidā Tai no Uta?,  Kamen Rider V3 (仮面ライダーＶ３ Kamen Raidā Bui Surī?))
10. "I am the X-Kaizorg" (おれはＸカイゾーグ Ore wa Ekkusu Kaizōgu?,  Kamen Rider X (仮面ライダーＸ Kamen Raidā Ekkusu?))
11. "Amazon Da Da Da!!" (アマゾンダダダ!! Amazon Da Da Da!!?)
12. "Today Stronger Will Fight Again" (きょうもたたかうストロンガー Kyō mo Tatakau Sutorongā?)
13. "His Name is Kamen Rider" (男の名は仮面ライダー Otoko no Na wa Kamen Raidā?)
14. "Run to a Faraway Love" (はるかなる愛にかけて Haruka naru Ai ni Kakete?,  Kamen Rider (Skyrider) (仮面ライダー（スカイライダー） Kamen Raidā (Sukairaidā)?))
15. "The Fiery Rider Fist" (火を噴けライダー拳 Hi o Fuke Raidā Ken?,  Kamen Rider Super-1 (仮面ライダースーパー１ Kamen Raidā Sūpā Wan?))
16. "Fight! Android Kikaider" (戦え!!人造人間キカイダー Tatakae!! Jinzō Ningen Kikaidā?)
17. "Song of Hakaider" (ハカイダーの歌 Hakaidā no Uta?,  Android Kikaider (人造人間キカイダー Jinzō Ningen Kikaidā?))
18. "01 Rock" (０１ロック Zero Wan Rokku?,  Kikaider 01 (キカイダー01 Kikaidā 01?))
19. "Chest! Chest! Inazuman" (チェスト！チェスト！イナズマン Chesuto! Chesuto! Inazuman?)
20. "Inazuman Action" (イナズマン・アクション Inazuman Akushon?,  Inazuman Flash (イナズマンＦ Inazuman Furasshu?))
21. "Advance Robot Detective" (進めロボット刑事 Susume Robotto Keiji?)
22. "Kyodyne, That's Us" (キョーダインとは俺たちだ Kyōdain to Oretachi da?)
23. "Star! Star! Kagestar" (スター！スター！カゲスター Sutā! Sutā! Kagesutā?,  The Kagestar (ザ・カゲスター Za Kagesutā?))
24. "Captor of the Skies" (大空のキャプター Ōzora no Kyaputā?,  Ninja Captor (忍者キャプター Ninja Kyaputā?))
25. "A Road a Man Must Travel Alone" (男はひとり道をゆく Otoko wa Hitori Michi o Yuku?,  Swift Hero Zubat (快傑ズバット Kaiketsu Zubatto?))
26. "Monkey Magic" (モンキー・マジック Monkī Majikku?,  Monkey (西遊記 Saiyūki?))
27. "Gandhara" (ガンダーラ Gandāra?,  Monkey (西遊記 Saiyūki?))
28. "Hotblooded Sarutobi Sasuke" (熱血猿飛佐助 Nekketsu Sarutobi Sasuke?)
29. "It's Space Ape-Man Gori" (宇宙猿人ゴリなのだ Uchū Enjin Gori na no da?)
30. "Barom Cross of Friendship" (友情のバロム・クロス Yūjō no Baromu Kurosu?,  Superhuman Barom One (超人バロム・1 Chōjin Baromu Wan?))
31. "My Brother Denjin Zaborger" (俺の兄弟電人ザボーガー Ore no Kyōdai Denjin Zabōgā?)
32. "Song of Takeshi Yamato" (ヤマトタケシの歌 Yamato Takeshi no Uta?,  Rainbowman (愛の戦士レインボーマン Ai no Senshi Reinbōman?))
33. "Barabaraman of the Red Evening Sun" (赤い夕陽のバラバラマン Akai Yūhi no Barabaraman?,  Robot Hatchan (ロボット８ちゃん Robotto Hatchan?))
34. "Win Robocon" (がんばれロボコン Ganbare Robokon?)
35. "Song of Zebraman" (ゼブラーマンの歌 Zeburāman no Uta?)
36. "Run! Spider-Man" (駆けろ！スパイダーマン Kakero! Supaidāman?)
37. "Seiun Kamen Machineman" (星雲仮面マシンマン Seiun Kamen Mashinman?)
38. "Strength is Love" (強さは愛だ Tsuyosa wa Ai da?,  Space Sheriff Sharivan (宇宙刑事シャリバン Uchū Keiji Shariban?))
39. "I am Justice! Juspion" (おれが正義だ！ジャスピオン Ore ga Seigi da! Jasupion?)
40. "Dimensional Fighter Spielban" (時空戦士スピルバン Jikū Senshi Supiruban?)
41. "Does Your Youth Shine?" (君の青春は輝いているか Kimi no Seishun wa Kagayaite Iru ka?,  Super Machine Metalder (超人機メタルダー Chōjinki Metarudā?))
42. "SEE THE DISTANT HORIZON ~Bōkyaku no Suiheisen~" (SEE THE DISTANT HORIZON ～忘却の水平線～?)
43. "JUMP IN THE FIRE! (Jump Medley)" (JUMP IN THE FIRE! （ジャンプ・メドレー） Janpu in za Faiyā! (Janpu Medorē)?)
  - "Cat's Eye" (キャッツ・アイ Kyattsu Ai?)
  - "Mystical Adventure!" (魔訶不思議アドベンチャー！ Makafushigi Adobenchā!?,  Dragon Ball (ドラゴンボール Doragonbōru?))
  - "CHA-LA HEAD-CHA-LA" (チャラ・ヘッチャラ Chara Hetchara?,  Dragon Ball Z (ドラゴンボールZ Doragonbōru Zetto?))
  - "Cobra" (コブラ Kobura?,  Space Adventure Cobra (スペースコブラ Supēsu Kobura?))
  - "The Homework Does Not End" (ホームワークが終わらない Hōmuwāku ga Owara nai?,  YuYu Hakusho (幽遊白書 Yū Yū Hakusho?))
  - "Lion of Winter" (冬のライオン Fuyu no Raion?,  Captain Tsubasa (キャプテン翼 Kyaputen Tsubasa?))
  - "The Dirty Sorrow is Gone…" (汚れつちまった悲しみに… Yogoretsu Chimatta Kanashimi ni…?,  Sakigake!! Otokojuku (魁!!男塾?))

## Créditos
- Eizo Sakamoto (さかもと えいぞう Sakamoto Eizō?) -  voz
- Syu - Guitarra
- Masaki - Bajo

con
- Katsuji - Batería